# 吸引ビン

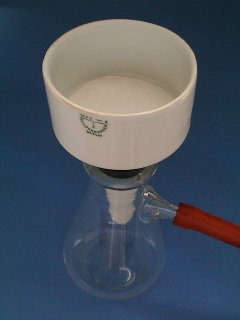
ブフナー漏斗とゴム管を繋いだ吸引ビン。ゴム管はアスピレーターまたは真空ポンプと接続している。

吸引ビン（きゅういんビン）は、吸引ろ過に使うビン。口にブフナーろうとを差し込み、枝にはアスピレーターなどの真空ポンプを接続して減圧ろ過を行う。減圧に耐えるため肉厚ガラスでできている。ドイツの化学者でブフナーろうとの発明者エルンスト・ビューヒナーからブフナーフラスコ（Büchner flask）、または真空フラスコ（vacuum flask）、北里フラスコ（Kitasato flask）とも呼ばれる。